# Valerie Brisco-Hooks
Valerie Ann Brisco-Hooks (n. Greenwood, Misisipi; 6 de julio de 1960), atleta estadounidense especialista en carreras de velocidad que ganó tres medallas de oro (200, 400 y relevos 4 x 100 metros) en los Juegos Olímpicos de Los Ángeles 1984.

## Biografía
Antes de su consagración en 1984 no había logrado resultados excesivamente destacados. En 1979, cuando era estudiante en la Universidad de California (UCLA) había ganado el título nacional universitario en los 200 metros. Ese mismo año participó en los Juegos Panamericanos de San Juan de Puerto Rico, donde fue 4ª clasificada en los 200 m además de ganar una medalla de oro en los relevos 4 x 100 metros.
Después se retiró de las pistas y se casó con Alvin Hooks, un jugador de fútbol americano con el que tuvo un hijo en 1981. Luego retomó su carrera atlética ya con la mirada puesta en los Juegos Olímpicos de Los Ángeles 1984, que la llevarían al estrellato.
En Los Ángeles Valerie Brisco fue quizá la principal figura del atletismo femenino, al ganar tres medallas de oro, y además ser la primera persona (hombre o mujer) en la historia en ganar los 200 y los 400 metros en unos Juegos. Sin embargo hay que decir que se benefició enormemente de la ausencia a causa del boicot de las atletas de Europa del Este, principalmente de la alemanas orientales Marita Koch y Marlies Göhr, plusmarquistas mundiales.
En ausencia de las alemanas, en la final de los 400 metros las estadounidenses lograron el doblete con la victoria de Valerie Brisco y la 2ª posición de Chandra Cheeseborough. Además Brisco batió el récord de Estados Unidos con 48,83 Este récord ha permaneció vigente durante 22 años, hasta septiembre de 2006 cuando fue batido por Sanya Richards en Atenas.
La historia se repitió en la final de 200 metros, donde se impuso con claridad a otra compatriota suya, Florence Griffith, batiendo también el récord de Estados Unidos con 21,81 y quedándose a solo 7 centésimas del récord mundial.
Su tercera medalla de oro llegaría en los relevos 4 x 400 metros donde, ausentes las alemanas orientales y las soviéticas, las estadounidenses no tuvieron rival y ganaron fácilmente con 3:18,29 Como en las dos pruebas anteriores, también aquí hubo un récord de Estados Unidos, y el cuarteto lo formaban por este orden Lillie Leatherwood, Sherri Howard, Valerie Brisco y Chandra Cheeseborough.
Tras los Juegos continuó su carrera deportiva aunque no volvería a alcanzar el mismo nivel. Sin embargo en 1985 tuvo unas buenas actuaciones acabando la 3ª del ranking mundial tanto en 200 como en 400 metros, con 21,98 y 49,56 respectivamente. Además en la reunión atlética de Zúrich de ese año logró vencer en un mismo día a las alemanas orientales Marlies Göhr (sobre 100 metros) y Marita Koch (sobre 200 metros). 
En los Campeonatos del Mundo de Roma 1987 no participó en ningún evento individual, pero ganó la medalla de bronce como parte del equipo de relevos de 4 x 400 metros, junto a Diane Dixon, Denean Howard y Lillie Leatherwood.
Su gran objetivo eran los Juegos Olímpicos de Seúl 1988, donde aspiraba a ganar el oro en los 400 metros. En la final de esta prueba tuvo una salida muy rápida, pasando en primera posición por la mitad de la prueba, pero acabó pagando el esfuerzo y acabó fuera del podio en 4ª posición, lejos de la ganadora Olga Bryzgina, de la Unión Soviética.
En la final de los relevos 4 x 400 metros las estadounidenses (con Brisco como tercera relevista) lucharon codo con codo con las soviéticas hasta prácticamente la línea de meta, en una emocionante carrera en la que finalmente ganaron las soviéticas con un nuevo récord del mundo de 3:15,17 que aun permanece vigente. Por su parte, la marca de las estadounidenses fue de 3:15,51 que sigue siendo en la actualidad el récord de Estados Unidos y la segunda mejor marca de todos los tiempos. Además de Brisco el cuarteto lo formaban Denean Howard, Diane Dixon y Florence Griffith.
Esta era cuarta medalla olímpica para Valerie Brisco, que se retiró del atletismo tras los Juegos. Podemos decir que su carrera deportiva estuvo marcada totalmente por gran actuación en los Juegos de Los Ángeles, mientras que nunca brilló de forma similar en otros campeonatos.

## Resultados
| Año  | Competición          | Lugar                 | Puesto                                     | Marca               |
| ---- | -------------------- | --------------------- | ------------------------------------------ | ------------------- |
| 1979 | Juegos Panamericanos | San Juan, Puerto Rico | 4.ª en 200 m 1.ª en 4 × 100 m              | 22,84 43,30         |
| 1984 | Juegos Olímpicos     | Los Ángeles, EE. UU.  | 1.ª en 200 m 1.ª en 400 m 1.ª en 4 × 400 m | 21,81 48,83 3:18,29 |
| 1987 | Juegos Panamericanos | Indianápolis, EE. UU. | 1.ª en 4 × 400 m                           | 3:23,35             |
| 1987 | Campeonato del Mundo | Roma, Italia          | 3.ª en 4 × 400 m                           | 3:21,04             |
| 1988 | Juegos Olímpicos     | Seúl, Corea del Sur   | 4ª en 400 m 2ª en 4 x 400 m                | 50,16 3:15,51       |

## Marcas personales
- 100 metros - 10,99 (Westwood, 1986)
- 200 metros - 21,81 (Los Ángeles, 1984)
- 400 metros - 48,83 (Los Ángeles, 1984)